# ACA Financial Guaranty
 (août 2014).
ACA Financial Guaranty est l'un des huit premiers rehausseur de crédit américains. Il a pour partenaire Calyon, la banque d'investissement du groupe Crédit agricole, dont il complète les services en fournissant l'assurance contre le risque de faillite des émetteurs d'obligations.

## Historique
Le 19 décembre 2007, l’agence de notation Standard & Poor’s a dégradé la note attribuée à ACA Financial Guaranty à junk bonds, littéralement « obligation camelote », la faisant passer de « A » à « CCC ». S&P prévoyait alors que la société pourrait subir 2,2 milliards de pertes, alors qu’elle ne dispose que de 650 millions de capital.
La dégradation de la note de ACA Financial Guaranty avait contraint le Crédit agricole à passer 1,2 milliard de dépréciations supplémentaires dans ses comptes.
Une semaine plus tôt, la SEC, gendarme de la Bourse américaine, avait retiré ACA de la liste des entreprises cotées en bourse. L’action ne valait plus que 40 cents, contre 15 dollars à l'été 2007.
Selon l'agence d'informations financières Bloomberg, au 30 juin 2007, ACA assurait pour 61 milliards de titres, dont 26 milliards sont adossés à des crédits hypothécaires. Selon Bloomberg, entre la fin 2004 et juin, 2007, le montant des émissions obligataires assurées par l'ensemble des rehausseur de crédit a été multipliée par 10.
Le 12 mai 2004, l'agence de notation financière Fitch avait abaissé une première fois la note d'ACA Financial Guaranty en raison d'incertitudes sur la structure de la société.